# 娄坚

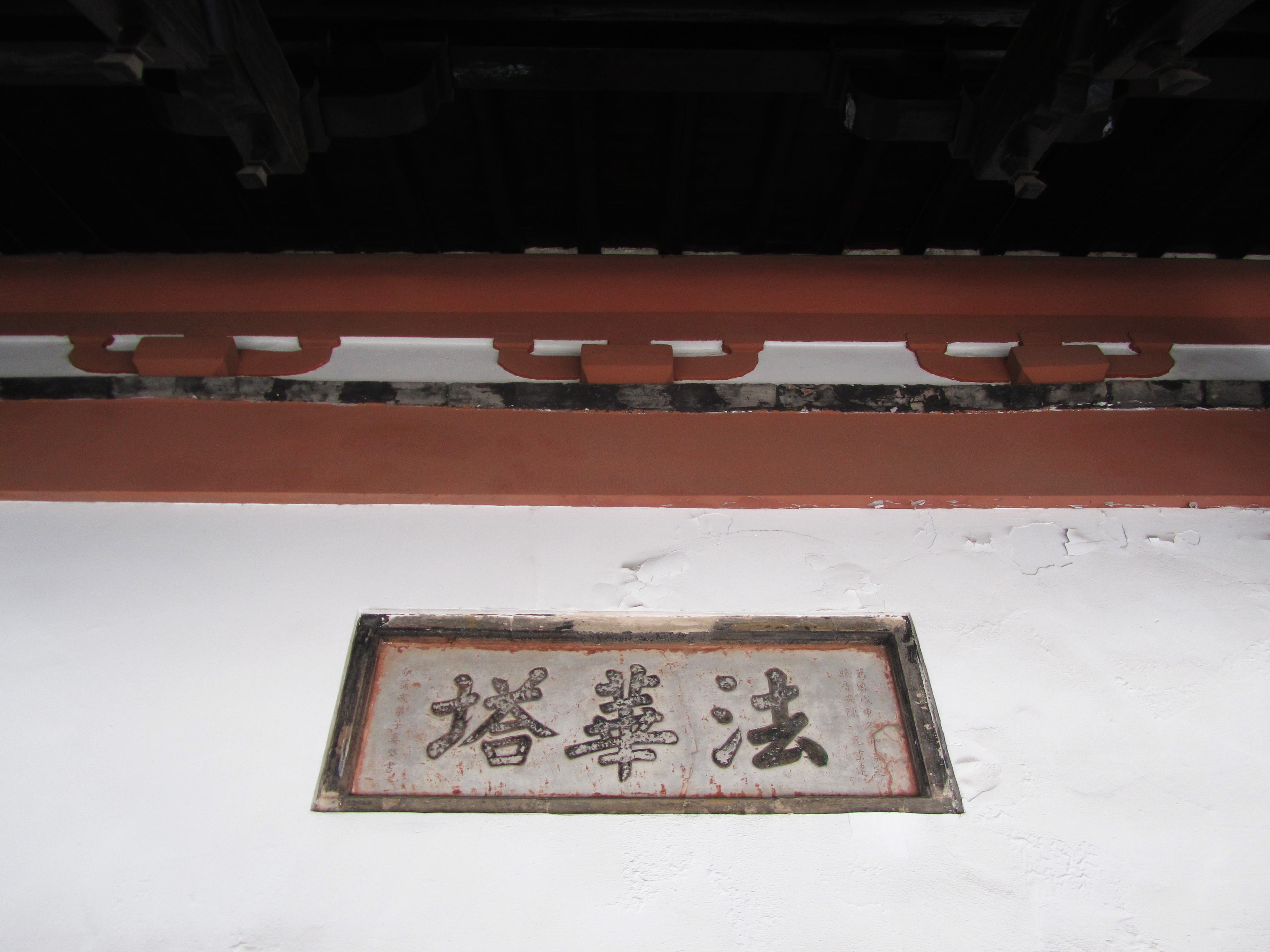
万历三十六年（1608）娄坚为嘉定法华塔题写的匾额。

婁堅（1567年—1631年），字子柔，蘇州府嘉定县（今屬上海市嘉定区马陆镇）人，明朝詩文家、書法家。

## 生平
父娄巽之是嘉定神童。祖籍長洲，幼好學，娄巽之將他送至安亭，師從歸有光，融會師說，成一家言。鄉里推為大師。萬曆四十四年（1616年）岁贡，不仕。工行楷，書法妙天下，人争購之。錢謙益稱其“书法妙天下，风日晴美，笔墨精良，方欣然染翰，不受促迫”。又能詩，時人合唐時升、程嘉燧、李流芳及婁堅詩刻，謂之《嘉定四先生集》。